# Obeliski w Rzymie

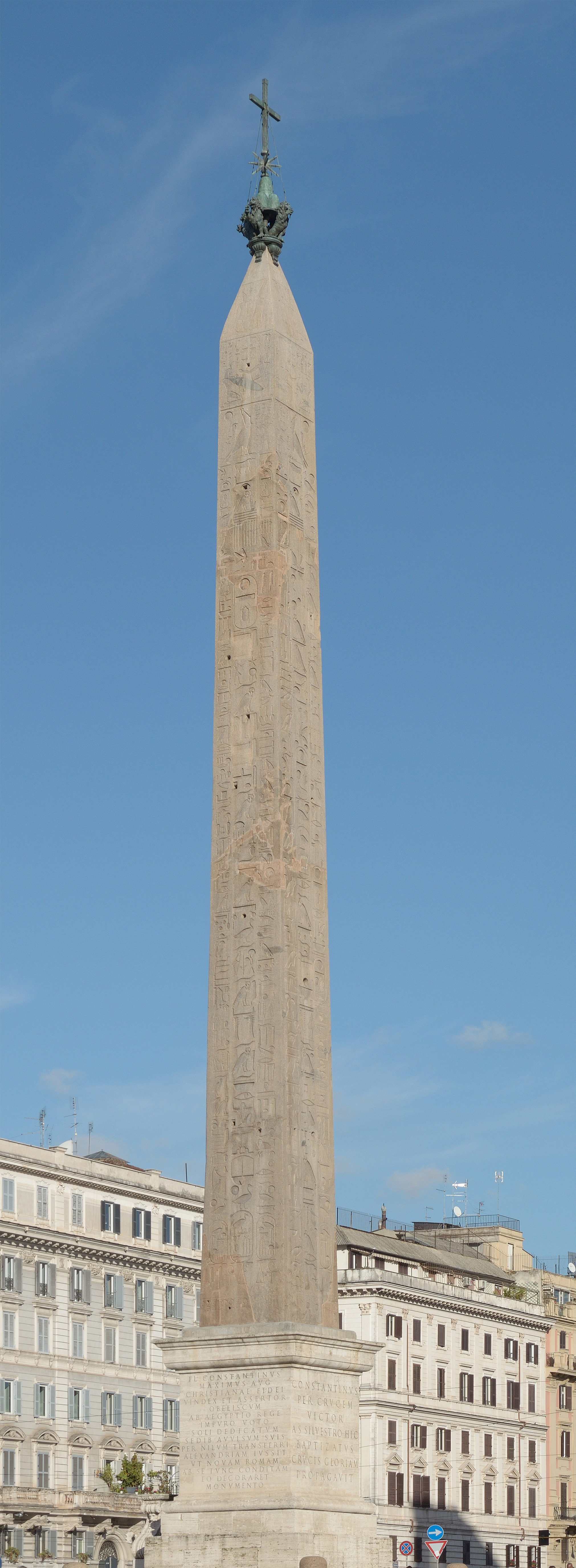
Obelisk Laterański

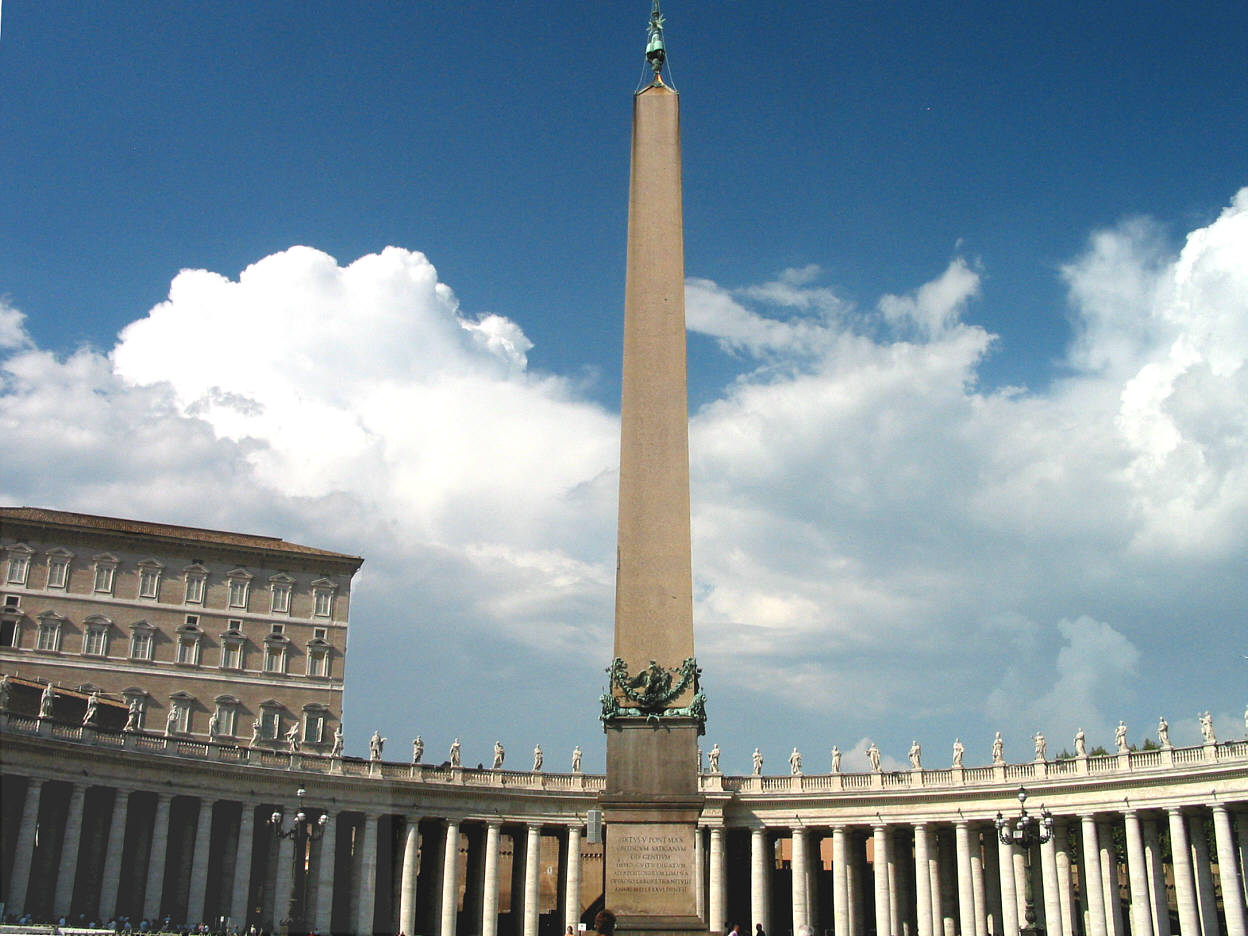
Obelisk Vaticano

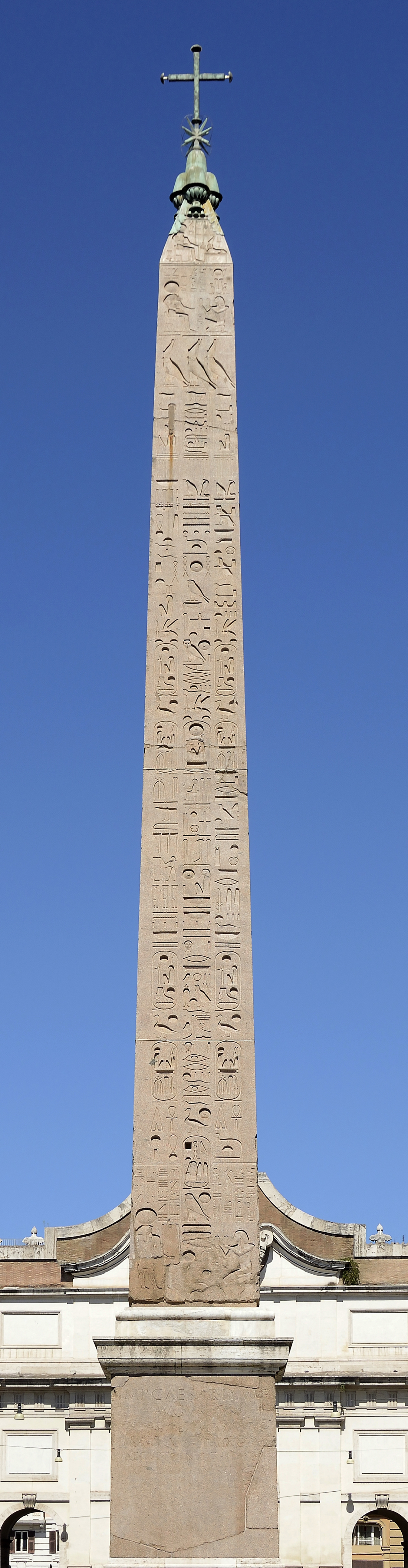
Obelisk Flaminio

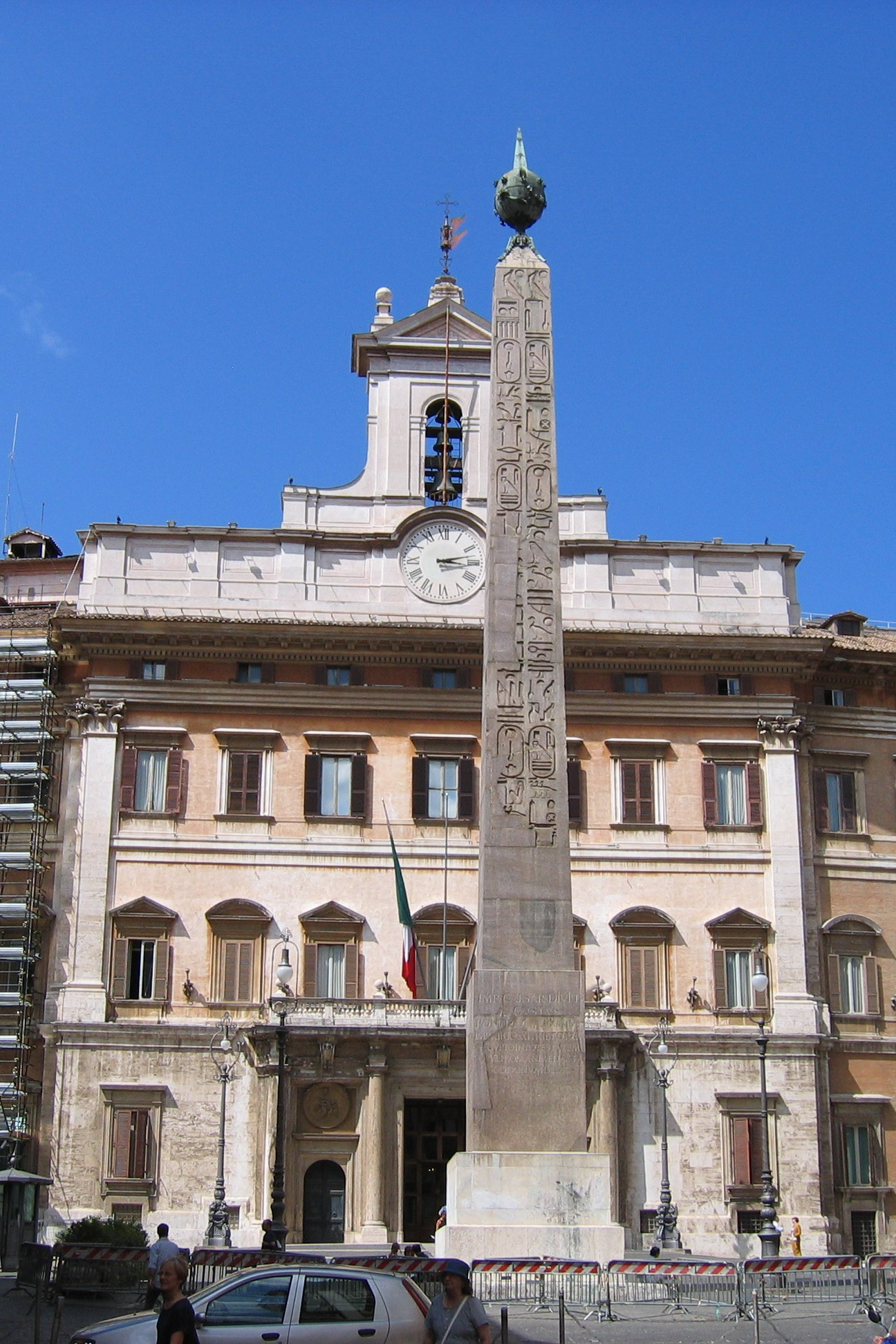
Obelisk Solare

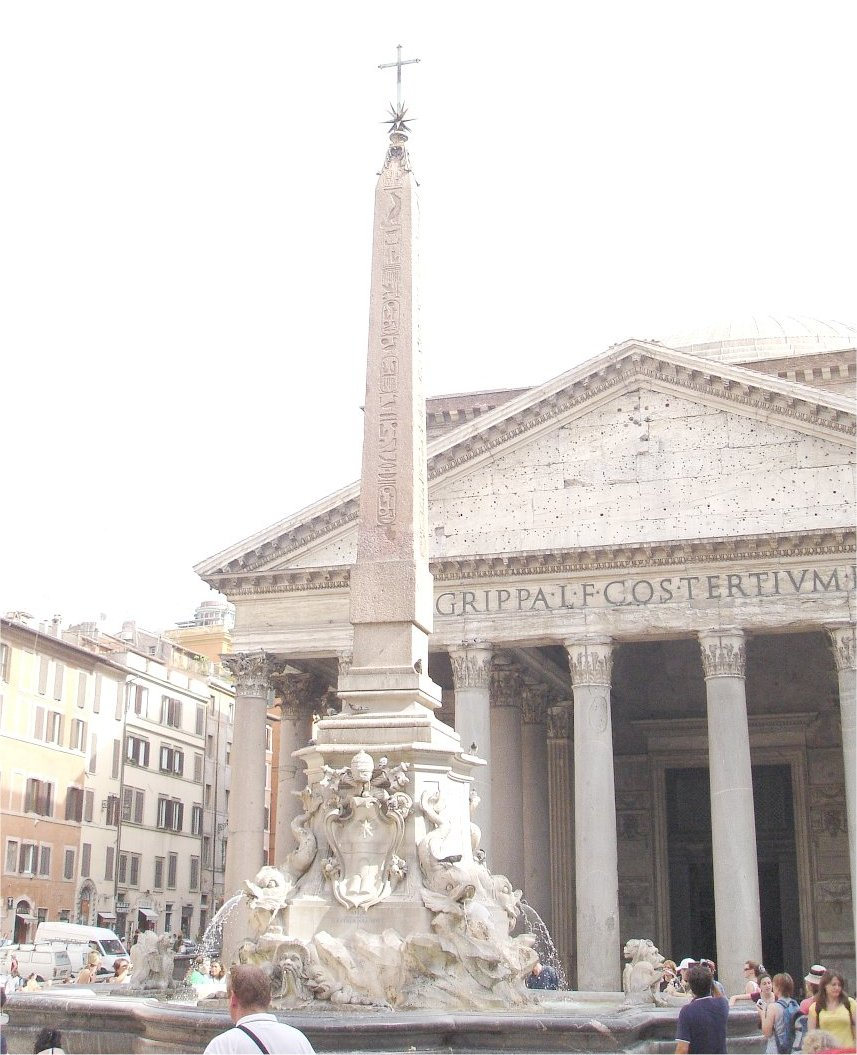
Obelisk Macuteo

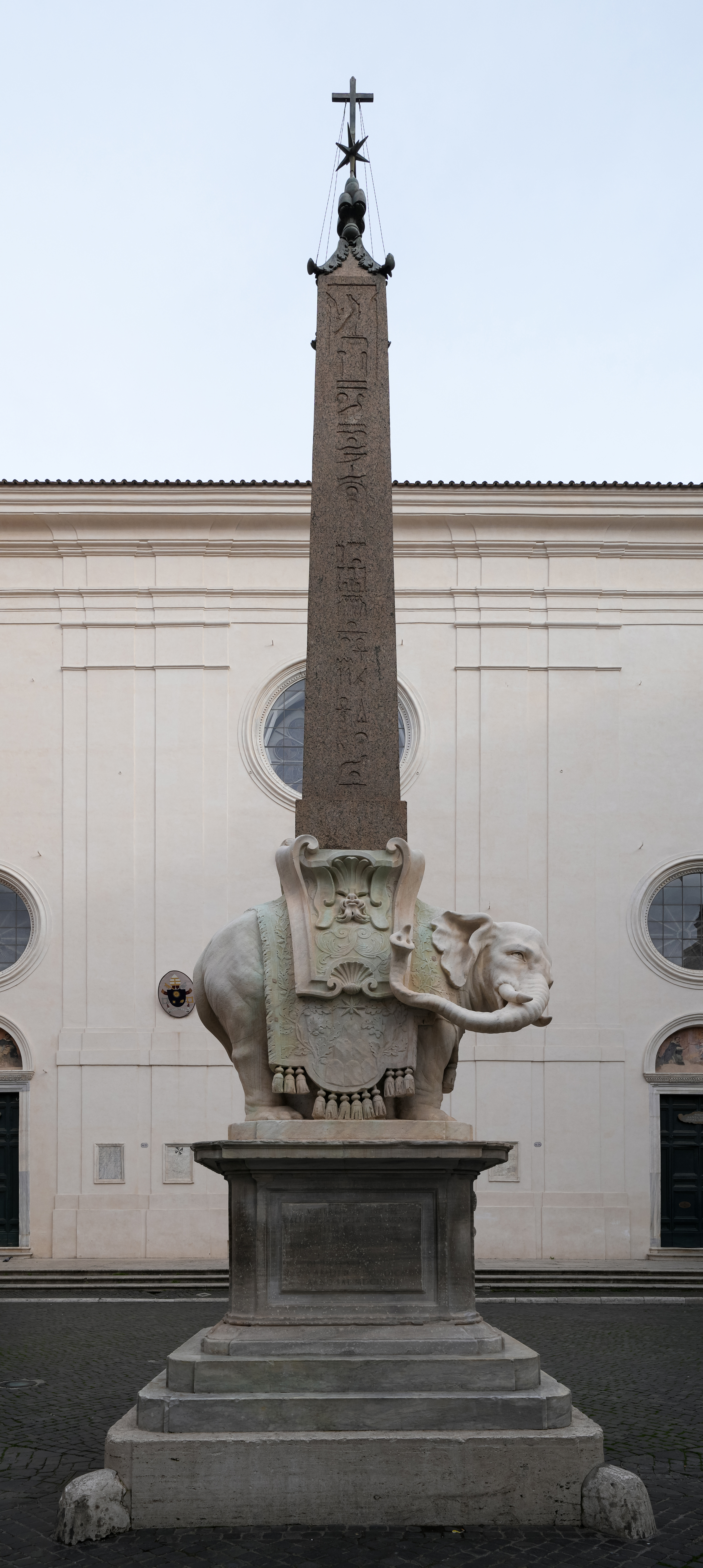
Obelisk Minerveo

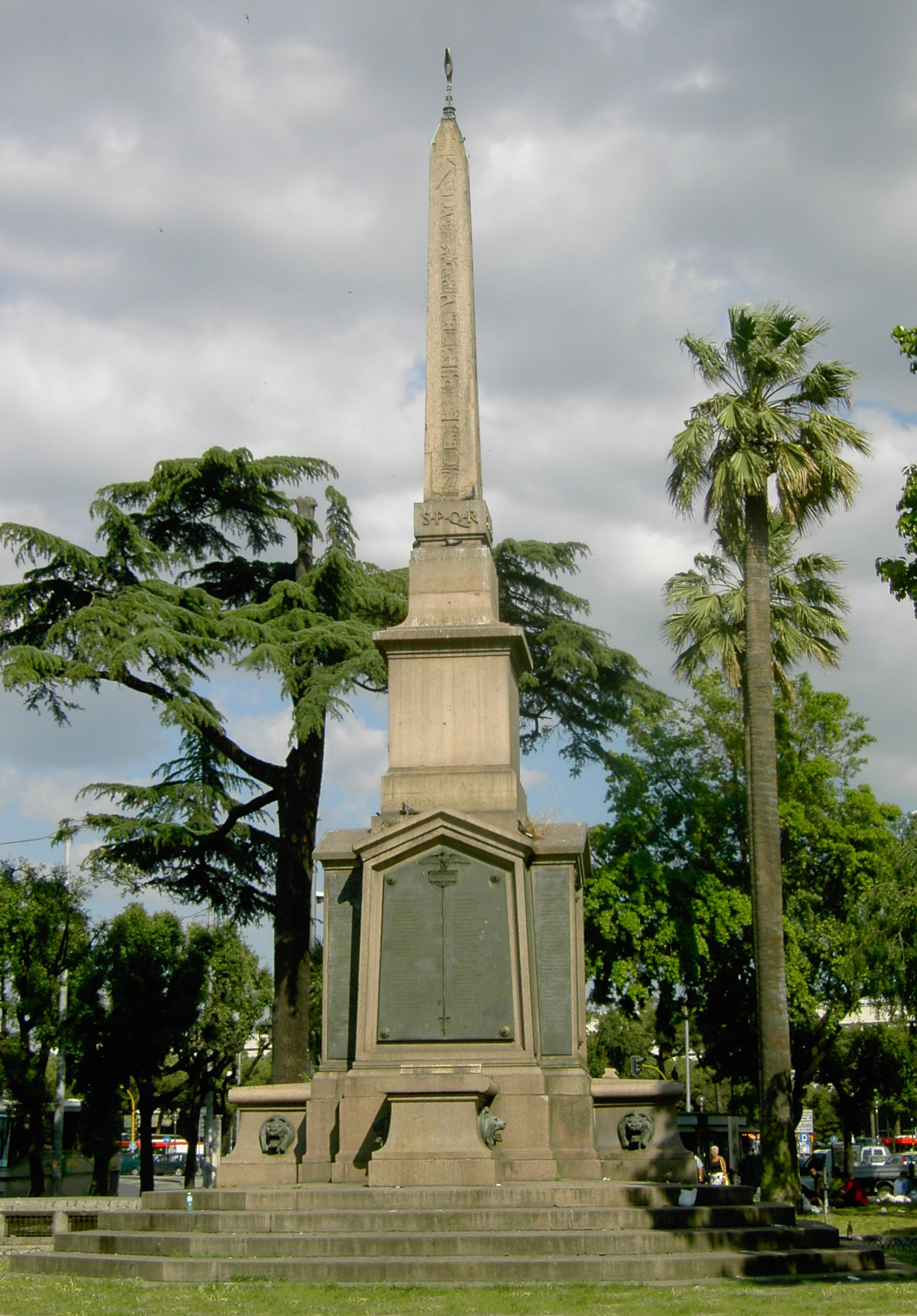
Obelisk Dogali

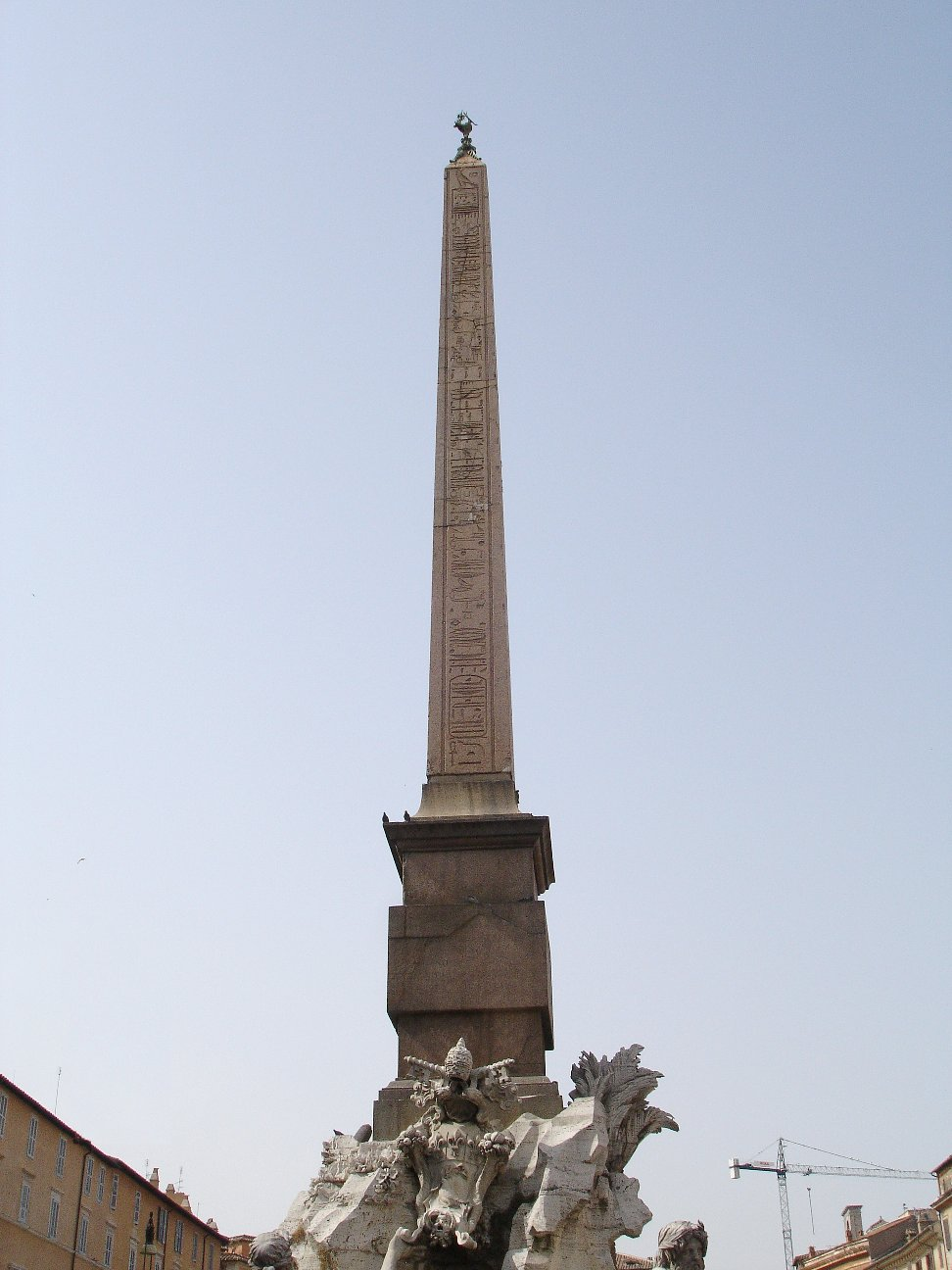
Obelisk Agonalis na Piazza Navona

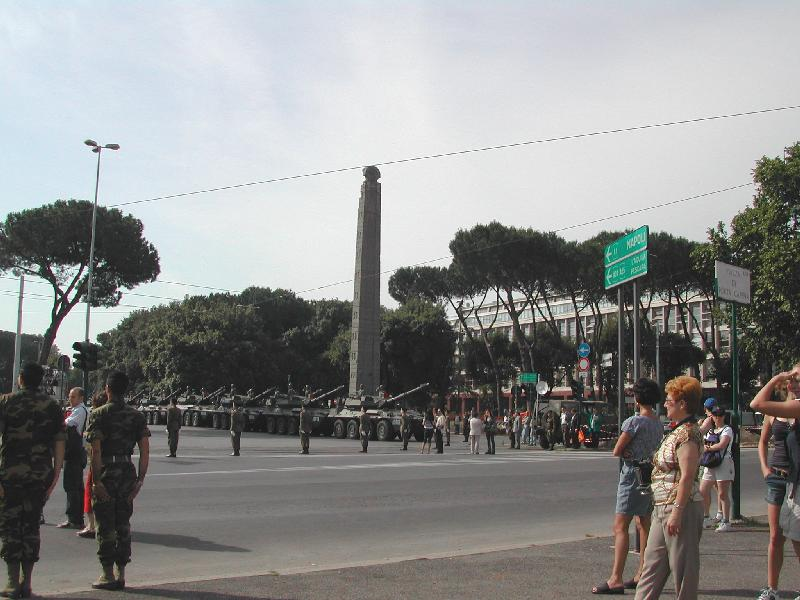
„Obelisk z Aksum” w Rzymie, 2002

W Rzymie znajduje się co najmniej osiem starożytnych obelisków egipskich, przywiezionych po podboju Egiptu przez Cesarstwo Rzymskie, co najmniej pięć, wykonanych w czasach starożytnych w Rzymie lub z polecenia cesarzy rzymskich, stanowiących prawdopodobnie rzymskie kopie egipskich oryginałów oraz, najbardziej znane cztery, wykonane w czasach nowożytnych.

## Starożytne obeliski egipskie

### Lateranese
Obelisk Laterański – jest obeliskiem Totmesa IV, wzniesiony przez niego w Świątyni Wschodniej w Karnaku, zbudowanej przez Totmesa III. Jego wysokość wynosi 32 metry 18 centymetrów – łącznie z podstawą 45 metrów 70 centymetrów. Stoi na Piazza di San Giovanni in Laterano. Jest najwyższym obeliskiem w Rzymie oraz najwyższym, stojącym, starożytnym obeliskiem egipskim na świecie. Jego waga szacowana jest na około 230 ton. Pochodzi ze świątyni Amona w Karnaku. 

W starożytności zwany (egip. tehen-waty - jedyny w swoim rodzaju obelisk) – 
| X1 · Aa1 · N35 | O25 | T21 · X1 · Z4 |

Został przywieziony do Rzymu przez Konstancjusza II w 357 roku i ustawiony na Circus Maximus. Odnaleziony w 1587 roku w trzech częściach. W 1588 roku, za sprawą papieża Sykstusa V, został skrócony o około 4 metry i ustawiony w pobliżu Pałacu Latereńskiego, w miejscu pomnika Marka Aureliusza, przeniesionego na Wzgórze Kapitolińskie. Dokonał tego papieski architekt Domenico Fontana.

### Vaticano
Obelisk Watykański – prawdopodobnie jest obeliskiem Amenemhata II. Jego wysokość wynosi 25 metrów i 50 centymetrów. Stoi w centrum Placu Świętego Piotra. Przywieziony do Rzymu przez Kaligulę w 37 roku i ustawiony na Vatican Circus. Ustawiony w 1586 roku przez papieża Sykstusa V. Jest pierwszym starożytnym obeliskiem, ustawionym w czasach nowożytnych. Część hieroglifów jest nieczytelna.
Pracami przy ustawieniu obelisku kierował papieski architekt Domenico Fontana. W pracach uczestniczyło 900 robotników i 140 koni. Aby ustawić obelisk, zbudowano 44 specjalne machiny – wyciągarki. Przygotowania trwały około 4 miesięcy. Jak mówi tradycja, w czasie prac panował nakaz całkowitego milczenia, wydany z całą surowością przez papieża ze względu na "bliskość grobu Apostoła oraz relikwie Krzyża Świętego", umieszczone na szczycie obelisku. Gdy już obelisk miał osiąść w swej podstawie okazało się, że źle obliczono długość lin i nie da się ich już bardziej naciągnąć. Błąd był niewielki lecz nie pozwalał na umieszczenie obelisku w pozycji pionowej. Wtedy to nakaz milczenia złamał jeden z robotników, marynarz i żeglarz, który brał udział w pracy. Krzyknął on:"Wody na liny". Kierujący pracami Domenico Fontana natychmiast zrozumiał o co chodzi. Woda spowodowała skurczenie się lin i obelisk osiadł w swej podstawie. Za swój czyn ów marynarz otrzymał przywilej, mocą którego on i jego potomkowie mieli prawo niesienia przed papieżem liści palmowych w czasie procesji, w każdą Niedzielę Palmową.

### Flaminio
Obelisk Flaminio – jest obeliskiem Ramzesa II. Jego wysokość wynosi 24 metry. Stoi na Piazza del Popolo. Pochodzi z Heliopolis. Przywieziony do Rzymu przez Oktawiana Augusta w 10 roku p.n.e. i ustawiony na Circus Maximus. Odnaleziony 1587 roku wraz z obeliskiem laterańskim, pęknięty na dwie części. Ustawiony w 1589 roku przez papieża Sykstusa V. Rzeźby lwów przy podstawie dodane zostały w 1818 roku. Rzeźby te wykonał Giuseppe Valadier, który w roku 1820 uporządkował otoczenie placu. Nazwa placu pochodzi od topoli (łac.populus), które rosły w tym miejscu w czasach starożytnych.

### Solare
Obelisk Solarny – jest obeliskiem Psametycha II. Jego wysokość wynosi 21 metrów 79 centymetrów. Stoi na Piazza di Montecitorio. Pochodzi z Heliopolis. Przywieziony do Rzymu przez Oktawiana Augusta w 10 roku p.n.e., wraz z obeliskiem Flaminio. Ustawiony jako część zegara słonecznego na Campus Martius. Odnaleziony w XVI wieku – ponownie zakopany i znów odkryty w 1792 roku. Ustawiony przez papieża Piusa VI przed Palazzo Montecitorio w tymże, 1792 roku.

### Macuteo
Obelisk Macuteo – jest obeliskiem Ramzesa II. Jego wysokość wynosi 6 metrów 34 centymetry. Stoi na Piazza della Rotonda. Jest jednym z pary stojącej niegdyś przed świątynią Re w Heliopolis – drugi to Matteiano. Przeniesiony do świątyni Izydy, która znajdowała się nieopodal bazyliki Santa Maria sopra Minerva. Odnaleziony 1373 roku, został ustawiony po wschodniej stronie Santa Maria in Aracoeli na Kapitolu. Przeniesiony przed Panteon przez papieża Klemensa XI w 1711 roku i ustawiony nad fontanną zaprojektowaną przez Filipa Barigioni.

### Minerveo
Obelisk Minerveo – jest obeliskiem Apriesa. Jego wysokość wynosi 5 metrów 47 centymetrów. Stoi na placu przy bazylice Santa Maria sopra Minerva. Jest jednym z pary z Sais - drugi znajduje się obecnie w Urbino. Przywieziony do Rzymu przez Dioklecjana do, nieopodal stojącej, świątyni Izydy. Odnaleziony w 1655 roku. W roku 1667 papież Aleksander VII (Fabio Chigi) polecił GianLorenzo Berniniemu ustawić go na placu przed kościołem Santa Maria sopra Minerva. Bernini ustawił obelisk na grzbiecie słonia wykonanego przez Herculesa Ferratę. Owego słonia mieszkańcy Rzymu nazywają Il pulcino della Minerva" – kurczaczek Minerwy". Słoń ma głowę zwróconą ku klasztorowi dominikańskiemu i to tak jakby pokazywał swój zad. Po ustawieniu obelisku, ktoś złośliwy umieścił u dołu następujący napis:
```
    
" Stans elephans retro versa proboscide dicit... hic ego vos habeo"
.
```

### Dogali
Obelisk Dogali – jest obeliskiem Ramzesa II. Jego wysokość wynosi 6 metrów 34 centymetry. Stoi w Termach Dioklecjana. Jest jednym z pary z Heliopolis. Drugi obecnie znajduje się we Florencji. Przywieziony do Rzymu, do świątyni Izydy. Odnaleziony w 1883 roku przez Rudolfa Lanciani'ego w pobliżu bazyliki Santa Maria sopra Minerva. Upamiętnia obecnie bitwę pod Dogali (Etiopia – 1925 r.). Na swoje obecne miejsce przeniesiony w 1924 roku.

### Matteiano
Obelisk Matteiano – jest najmniejszym rzymskim obeliskiem. Jest obeliskiem Ramzesa II. Jego wysokość wynosi 2 metry 68 centymetrów. Jest drugim z pary, ze świątyni Re w Heliopolis. Pierwszy to Macuteo. Przewieziony do świątyni Izydy, która znajdowała się nieopodal bazylika Santa Maria sopra Minerva. Odnaleziony w XIV wieku, został ustawiony po wschodniej stronie Santa Maria in Aracoeli na Kapitolu. Przeniesiony do Villa Calimontana po przebudowie placu, dokonanego według projektu Michała Anioła w XVI wieku. Później obelisk zaginął. Odnalezione, na początku XIX wieku fragmenty, połączono i ustawiono w 1820 roku.

## Starożytne kopie rzymskie obelisków egipskich

### Agonalis
Obelisk Agonalis – jest obeliskiem, wykonanym z polecenia cesarza Domicjana, ustawionym przed świątynią Serapisa. Jego wysokość wynosi 16 metrów 53 centymetry. Przeniesiony przez Maksencjusza do Circus Maxentius. Stoi na Piazza Navona. Ustawiony tam w 1651 roku nad Fontana dei Quattro Fiumi (Fontanna Czterech Rzek) przez Berniniego.

### Quirinale
Obelisk Quirinale – jest obeliskiem, wykonanym z polecenia cesarza Aureliana do Mauzoleum Augusta. Odnaleziony w 1527 roku. Ustawiony przez papieża Piusa VI w 1786 roku na Kwirynale. Jego wysokość wynosi 14 metrów 63 centymetry. Stoi na Piazza del Quirinale.

### Esquiline
Obelisk Esquiline – jest obeliskiem, wykonanym z polecenia cesarza Aureliana do Mauzoleum Augusta. Odnaleziony w 1527 roku. Ustawiony przez papieża Sykstusa V w 1587. Stoi na Piazza dell'Esquilino za Santa Maria Maggiore. Jego wysokość wynosi 14 metrów 75 centymetrów.

### Sallustiano
Obelisk Sallustiano – jest kopią (zmniejszoną w stosunku do oryginału) obelisku Ramzesa II Flaminio, wykonaną z polecenia cesarza Aureliana do Ogrodów Sallusta. Po odnalezieniu w 1734 roku, przeniesiony na Piazza di San Giovanni in Laterano. Nie został tam ustawiony, lecz znajdował się w pozycji poziomej aż do roku 1789, gdy to z polecenia papieża Piusa VI został ustawiony. Stoi na Trinita dei Monti, nad Schodami Hiszpańskimi. Jego wysokość wynosi 13 metrów 91 centymetrów.

### Pinciano
Obelisk Pinciano – jest obeliskiem wykonanym i ustawionym z polecenia cesarza Hadriana w Egipcie. Przewieziony do Rzymu przez cesarza Heliogabala, ustawiony w Circus Varianus. Odnaleziony w XVI wieku nieopodal Porta Maggiore. Przeniesiony do Palazzo Barerini, później do Watykanu przez papieża Klemensa XIV. Na swym obecnym miejscu ustawiony przez papieża Piusa VII w 1822 roku. Jego wysokość wynosi 9 metrów 24 centymetry.

## Obeliski nowożytne

### Villa Medici
XIX-wieczna kopia oryginału egipskiego, odnalezionego w ogrodach Villa Medici, przewiezionego do Florencji.

### Villa Borghese
Obelisk bez napisów przy Viale del Lago.

### Villa Torlonia
Dwa obeliski, wykonane z granitu w 1842 roku.

### Fontanna Mojżesza
Dwa małe obeliski przy fontannie Mojżesza według projektu Domenica Fontany z roku 1586. 

### Foro Italico
Obelisk umiejscowiony w Foro Italico, wykonany z karraryjskiego marmuru w 1932 roku. Dedykowany Benito Mussolini'emu z inskrypcją Mussolini Dux. Jego wysokość wynosi 17 metrów 50 centymetrów.

### Marconi
Obelisk wykonany w 1959 roku. Dedykowany Gugliemo Marconi'emu. Ustawiony z okazji Olimpiady w Rzymie w 1960 roku.

## Obelisk z Aksum
Obelisk z Aksum to sjenitowa, monolityczna stela o wysokości 23 m i wadze ponad 100 ton, wzniesiona w ok. IV wieku przez władców starożytnego państwa Aksum w mieście Aksum (Axum) na terenie dzisiejszej Etiopii. Jej zdobienia imitują dziewięciopiętrowy budynek. Obalona najprawdopodobniej pod koniec X wieku, rozpadła się przy upadku na pięć części. W 1937 roku wywieziona do Włoch przez faszystowskich okupantów. Stała w centrum Rzymu na Piazza di Porta Capena do 2004 roku. Zwrócona Etiopii w kwietniu 2005 roku i odrestaurowana w miejscu oryginalnej lokalizacji, odsłonięta we wrześniu 2008.